# Mbilinga FC
El Mbilinga FC es un equipo de fútbol de Gabón que juega en la Tercera División de Gabón, la tercera liga de fútbol más importante del país.

## Historia
Fue fundado en el año 1962 en la ciudad de Port-Gentil con el nombre Shellsport FC debido a que son propiedad de la Shell Oil Company, empresa dedicada a la explotación petrolera. Cambiaron su nombre en 1993 por el que usan actualmente.
Han sido campeones de liga en 1 ocasión y han ganado 5 títulos de copa en su historia, y también han participado en 8 torneos continentales, en donde su mejor participación ha sido en la Recopa Africana 1994, en la que alcanzaron las semifinales.
No juegan en la Primera División de Gabón desde 1998.

## Palmarés
- Primera División de Gabón: 1

1996
- Copa Interclubes de Gabón: 5

1990, 1993, 1995, 1997, 1998

## Participación en competiciones de la CAF
| Temporada | Torneo                            | Ronda            | Club                 | Casa | Visita | Global      |
| --------- | --------------------------------- | ---------------- | -------------------- | ---- | ------ | ----------- |
| 1991      | Recopa Africana                   | 1                | Stationery Stores    | 2-0  | 1-1    | 3-1         |
| 1991      | Recopa Africana                   | 2                | AS Inter Star        | 1-0  | 1-3    | 2-3         |
| 1993      | Copa CAF                          | 1                | Entente II           | 3-0  | 2-2    | 5-2         |
| 1993      | Copa CAF                          | 2                | Petrosport FC        | 3-0  | 2-0    | 5-0         |
| 1993      | Copa CAF                          | Cuartos de final | Stade d'Abidjan      | 2-2  | 1-1    | 3-3 (a)     |
| 1994      | Recopa Africana                   | 1                | Renaissance FC       | 13-0 | w.o.1  | 13-0        |
| 1994      | Recopa Africana                   | 2                | LPRC Oilers          |      |        | w.o.2       |
| 1994      | Recopa Africana                   | Cuartos de final | Malindi FC           | 4-0  | 0-1    | 4-1         |
| 1994      | Recopa Africana                   | Semifinales      | Kenya Breweries      | 1-1  | 0-3    | 1-4         |
| 1995      | Copa Africana de Clubes Campeones | 1                | AS Vita Club         | 4-0  | 2-4    | 6-4         |
| 1995      | Copa Africana de Clubes Campeones | 2                | Real de Banjul FC    | 2-0  | w.o.3  | 2-0         |
| 1995      | Copa Africana de Clubes Campeones | Cuartos de final | Orlando Pirates      | 2-1  | 0-3    | 2-4         |
| 1996      | Recopa Africana                   | 1                | AS Aviação           | 4-2  | 1-1    | 5-3         |
| 1996      | Recopa Africana                   | 2                | Katsina United       | 3-0  | 0-3    | 3-3 (2-3 p) |
| 1997      | Liga de Campeones de la CAF       | 1                | DC Motema Pembe      | 3-0  | 3-4    | 6-4         |
| 1997      | Liga de Campeones de la CAF       | 2                | Raja Casablanca      | 0-3  | 1-1    | 1-4         |
| 1998      | Recopa Africana                   | 1                | AS Kaloum Star       | 1-0  | 1-2    | 2-2 (a)     |
| 1998      | Recopa Africana                   | 2                | AS Dragons           | 1-0  | 0-0    | 1-0         |
| 1998      | Recopa Africana                   | Cuartos de final | Espérance            | 0-2  | 0-2    | 0-4         |
| 2002      | Copa CAF                          | 1                | Iwuanyanwu Nationale | 2-2  | 0-3    | 2-5         |

1- Reanissance abandonó el torneo después de jugar el partido de ida.

2- LPRC Oilers abandonó el torneo antes de iniciar la ronda.

3- Real de Banjul no se presentó al partido de vuelta.

## Jugadores destacados
- Germain Mendome